# گاردنا ویلکا
گاردنا ویلکا (به لهستانی:  Gardna Wielka) یک روستا در لهستان است که در گمینا سمووجنو واقع شده‌است. گاردنا ویلکا  ۸۰۳ نفر جمعیت دارد.